# 武三通
武三通（ぶ さんつう）は、金庸の武俠小説『射鵰英雄伝』『神鵰剣俠』に登場する架空の人物。一灯大師段智興の四大弟子の一人。養女の何沅君を可愛がって育てたまではよかったが、なんと武三通は何沅君に懸想してしまった。陸展元との結婚には勿論、反対で二人の祝言の日以来、常軌を逸したようになり、10年後、嘉興に現れて、何沅君を連れ戻そうとするが、二人の死を知るや、墓をあばくという暴挙に出ている。
黄蓉に騙されて以来、「江南の女は怖い」というトラウマを抱えてしまうことになっている。